# Washam
Washam statisztikai település az USA Wyoming államában, Sweetwater megyében. Lakosainak száma 39 fő (2020. április 1.).

## Népesség
A település népességének változása:

| 2010 | 51 |
| 2020 | 39 |